# Bob Mark (truccatore)
Bob Mark (New York, 19 ottobre 1902 – Los Angeles, 18 aprile 1968) è stato un truccatore statunitense.
Dagli anni '30 agli anni '60 ha lavorato in più di 500 produzioni hollywoodiane, prevalentemente film di serie B. In televisione in particolare, ha curato il look dei dacoit di The Adventures of Dr. Fu Manchu e al cinema il trucco del mostro Agor di Hand of Death. Ha inoltre lavorato con registi come Anthony Mann, Samuel Fuller, Allan Dwan, Fritz Lang, John Ford e Roger Corman.

## Filmografia parziale
- Come on, Cowboys, regia di Joseph Kane (1937)
- Tempesta sul Bengala (Storm Over Bengal), regia di Sidney Salkow (1938)
- Il diavolo nero (The Hairy Ape), regia di Alfred Santell (1944)
- Estranei nella notte (Strangers in the Night), regia di Anthony Mann (1944)
- Il cavaliere audace (Dakota), regia di Joseph Kane (1945)
- Nessuno ti avrà mai (The Madonna's Secret), regia di Wilhelm Thiele (1946)
- Il pugnale misterioso (Murder in the Music Hall), regia di John English (1946)
- Trigger, il cavallo prodigio (My Pal Trigger), regia di Frank McDonald e Yakima Canutt (1946)
- Tutta la città ne sparla (Rendezvous with Annie), regia di Allan Dwan (1946)
- Non ti appartengo più (I've Always Loved You), regia di Frank Borzage (1946)
- Son of Zorro, regia di Spencer Gordon Bennet e Fred C. Brannon (1947)
- L'ultima conquista (Angel and the Badman), regia di James Edward Grant (1947)
- Questo è il mio uomo (That's My Man), regia di Frank Borzage (1947)
- Il prigioniero di Fort Ross (Northwest Outpost), regia di Allan Dwan (1947)
- Fiore selvaggio (Driftwood), regia di Allan Dwan (1947)
- Angelo in esilio (Angel in Exile), regia di Allan Dwan e Philip Ford (1948)
- La luna sorge (Moonrise), regia di Frank Borzage (1948)
- Ho ucciso Jess il bandito (I Shot Jesse James), regia di Samuel Fuller (1949)
- Iwo Jima, deserto di fuoco (Sands of Iwo Jima), regia di Allan Dwan (1949)
- Bassa marea (House by the River), regia di Fritz Lang (1950)
- Il diavolo nella carne (Surrender), regia di Allan Dwan (1950)
- Rio Bravo (Rio Grande), regia di John Ford (1950)
- Il mio bacio ti perderà (Belle Le Grand), regia di Allan Dwan (1951)
- Black Hills Ambush, regia di Harry Keller (1952)
- La donna che volevano linciare (Woman They Almost Lynched), regia di Allan Dwan (1953)
- Operazione Corea (Flight Nurse), regia di Allan Dwan (1954)
- The Adventures of Dr. Fu Manchu - serie TV, 12 episodi (1956)
- Un secchio di sangue (A Bucket of Blood), regia di Roger Corman (1959)
- Hand of Death, regia di Gene Nelson (1962)
- L'assassino viene ridendo (The Yellow Canary), regia di Buzz Kulik (1963)